# Lijst van voetbalinterlands Servië - Zuid-Korea
Deze lijst van voetbalinterlands is een overzicht van alle officiële voetbalwedstrijden tussen de nationale teams van Servië en Zuid-Korea. De landen speelden tot op heden drie keer tegen elkaar. De eerste ontmoeting, een vriendschappelijke wedstrijd, werd gespeeld in Londen (Verenigd Koninkrijk) op 18 november 2009. Het laatste duel, eveneens een vriendschappelijke wedstrijd, vond plaats op 14 november 2017 in Ulsan.

## Wedstrijden
| № | Plaats | Datum            | Competitie        | Wedstrijd           | Uitslag |
| - | ------ | ---------------- | ----------------- | ------------------- | ------- |
| 1 | Londen | 18 november 2009 | Vriendschappelijk | Zuid-Korea – Servië | 0 – 1   |
| 2 | Seoul  | 3 juni 2011      | Vriendschappelijk | Zuid-Korea – Servië | 2 – 1   |
| 3 | Ulsan  | 14 november 2017 | Vriendschappelijk | Zuid-Korea – Servië | 1 − 1   |

## Samenvatting
| Competitie        | Totaal gespeeld | Winst Servië | Gelijk | Winst Zuid-Korea | Doelsaldo Servië – Zuid-Korea |
| ----------------- | --------------- | ------------ | ------ | ---------------- | ----------------------------- |
| Vriendschappelijk | 3               | 1            | 1      | 1                | 3 − 3                         |
| Totaal            | 3               | 1            | 1      | 1                | 3 − 3                         |

## Details

### Eerste ontmoeting
De eerste ontmoeting tussen de nationale voetbalploegen van Servië en Zuid-Korea vond plaats op 18 november 2009. Het vriendschappelijke duel, bijgewoond door 6.500 toeschouwers, werd gespeeld in Craven Cottage in Londen, de thuishaven van de Engelse voetbalclub Fulham FC. De wedstrijd stond onder leiding van scheidsrechter Stuart Attwell uit Engeland. Hij werd geassisteerd door zijn landgenoten Peter Kirkup en Stephen Child.
| Vriendschappelijk (Londen, Verenigd Koninkrijk, 18 november 2009): |              | |
| Zuid-Korea | 0 – 1        | Servië |
| | goals        | 7' Nikola Žigić |
| Huh Jung-moo | bondscoach   | Radomir Antić |
| Kim Young-Kwang Oh Beom-seok 46' Lee Young-pyo Lee Jung-soo Cho Yong-Hyung Lee Chung-yong Kim Nam-il Cho Won-Hee 35' Park Ji-sung 68' Yeom Ki-Hun 46' Seol Ki-hyeon 60' | opstellingen | Vladimir Stojković Neven Subotić 88' Aleksandar Luković Branislav Ivanović 72' Nemanja Vidić 60' Nenad Milijaš 82' Zdravko Kuzmanović Miloš Krasić 46' Danko Lazović Nikola Žigić 68' Milan Jovanović |
| Kim Do-Heon 35' 81' Cha Du-ri 46' Lee Keun-ho 46' Lee Dong-Gook 60' Kang Min-Soo 68' Kim Hyung-Il 81'                                                                   | wissels      | 46' Zoran Tošić 60' Gojko Kačar 68' Miloš Ninković 72' Aleksandar Kolarov 82' Radosav Petrović 88' Jagoš Vuković                                                                                      |
| Cho Yong-Hyung 31' Kim Hyung-Il 86' | gele kaarten | 90+3' Radosav Petrović |

### Tweede ontmoeting
De tweede ontmoeting tussen de nationale voetbalploegen van Servië en Zuid-Korea vond plaats op 3 juni 2011. Het vriendschappelijke duel, bijgewoond door 40.876 toeschouwers, werd gespeeld in het Seoul World Cupstadion in Seoul. De wedstrijd stond onder leiding van scheidsrechter Ali Al-Badwawi uit de Verenigde Arabische Emiraten. Bij Servië maakten drie spelers hun debuut voor de nationale ploeg: doelman Bojan Šaranov (OFK Belgrado), Dušan Petronijević (FK Borac) en Jovan Damjanović (FK Borac).
| Vriendschappelijk (Seoul, Zuid-Korea, 3 juni 2011): |              | |
| Zuid-Korea | 2 – 1        | Servië |
| Park Chu-young 10' Kim Young-Kwon 54' | goals        | 87' Radosav Petrović |
| Cho Kwang-Rae | bondscoach   | Vladimir Petrović |
| Jung Sung-ryong Hong Jeong-ho Lee Jung-soo Cha Du-ri Kim Young-Kwon Lee Yong-Rae Lee Chung-yong 77' Kim Jung-woo 75' Ki Sung-yong 87' Lee Keun-ho 54' Park Chu-young 82' | opstellingen | Bojan Šaranov 46' Aleksandar Kolarov Milan Biševac Nenad Tomović 83' Neven Subotić 67' Zdravko Kuzmanović 77' Dejan Stanković Zoran Tošić Radosav Petrović 76' Ranko Despotović 46' Marko Mirić |
| Kim Young-Kwang 54' Yoon Bit-garam 75' Koo Ja-cheol 77' Jung Jo-Guk 82' Shin Hyung-Min 87'                                                                               | wissels      | 46' Ivan Obradović 46' Jovan Damjanović 67' Vesko Trivunović 76' Brana Ilić 77' Dušan Petronijević 83' Slobodan Rajković                                                                        |
| | gele kaarten | 61' Radosav Petrović 90+1' Jovan Damjanović |

### Derde ontmoeting
| Vriendschappelijk (Ulsan, Zuid-Korea, 14 november 2017): |       |                 |
| Zuid-Korea | 1 – 1 | Servië          |
| Koo Ja-cheol 62' (pen.) | goals | 59' Adem Ljajić |
| - Honderdste interland van de Servische aanvoerder Branislav Ivanović. - Debuut van Marko Dmitrović (SD Eibar) en Nemanja Radonjić (Rode Ster Belgrado) voor Servië. |       |                 |